# Trematocara zebra
Trematocara zebra är en fiskart som beskrevs av De Vos, Nshombo och Thys van den Audenaerde, 1996. Trematocara zebra ingår i släktet Trematocara och familjen Cichlidae. IUCN kategoriserar arten globalt som otillräckligt studerad. Inga underarter finns listade i Catalogue of Life.